# Schauspielhaus (Frankfurt am Main)

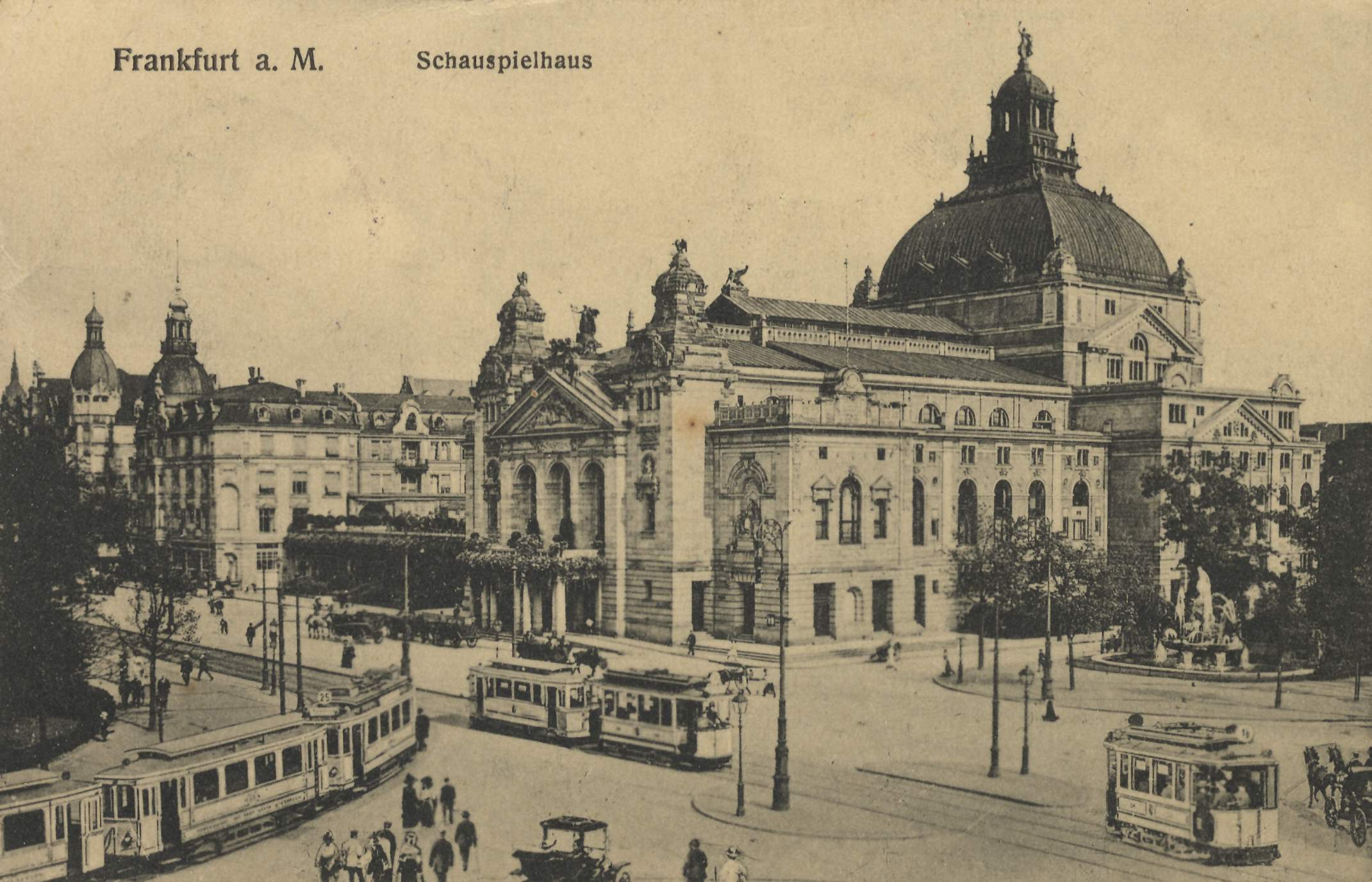
Schauspielhaus, Ansicht von 1914

Das Schauspielhaus in Frankfurt am Main war ein 1899 bis 1902 errichteter Theaterbau am Gallustor. Der historistische Bau des Berliner Theaterarchitekten Heinrich Seeling „signalisierte mit exotisch unterfütterter Neorenaissance und einem freien Zitat der Berliner Reichstagskuppel staatstragende Bedeutung, während Jugendstildetails dezent den Willen zur Moderne andeuteten“. In den 1920er Jahren wurde es ein Zentrum des expressionistischen Theaters in Deutschland und zur „Talentschmiede für Autoren und Schauspieler“. Bei einem Luftangriff auf Frankfurt wurde das Schauspielhaus 1944 im Inneren teilweise zerstört, äußerlich blieb die Fassade nahezu vollständig erhalten. 
Seit dem Wiederaufbau 1950–1951 diente es als Großes Haus der Städtischen Bühnen der Oper Frankfurt als Spielstätte. 1960 bis 1963 wurden die erhaltenen Fassadenteile ummantelt, teilweise auch abgetragen. Derart entstellt wurde der Bau dann in die Theaterdoppelanlage der Städtischen Bühnen integriert und als Oper umgenutzt. Für das neue Schauspielhaus wurde ein neuer Bau errichtet, das Schauspiel Frankfurt. Beiden Bauten wurde eine 120 Meter lange Glasfassade vorgelegt, hinter der das gemeinsame Foyer beider Bühnen liegt.
Die Städtischen Bühnen sowie die politischen Gremien der Stadt Frankfurt planen einen modernen Neubau anstelle der sanierungsbedürftigen Doppelanlage. Mehrere Initiativen setzen sich dagegen für eine Sanierung des bestehenden Gebäudes bzw. für eine Wiederherstellung des ursprünglichen Schauspielhauses ein.

## Geschichte
Nach der Eröffnung des prunkvollen Opernhauses 1880 diente das 1782 erbaute Comoedienhaus am Theaterplatz, dem heutigen Rathenauplatz, zunächst weiterhin als Schauspielhaus. Es war bei der Bürgerschaft sehr beliebt, aber zu klein für die seit 1782 von etwa 30.000 auf über 300.000 Einwohner gewachsene Stadt. Überdies entsprach der bescheidene klassizistische Bau nicht mehr den Repräsentationsbedürfnissen der wilhelminischen Epoche.

„Der mächtige Aufschwung des Handels und Wandels in Frankfurt am Main und der dadurch gewachsene Wohlstand der Einwohnerschaft der alten Reichsstadt haben schon seit einer ganzen Reihe von Jahren den Wunsch hervortreten lassen, neben dem mit Goethes Namen eng verknüpften, für die heutigen Verhältnisse aber nicht mehr ausreichenden alten Schauspielhause aus dem Jahre 1782 und neben Lucaes prächtigem Opernhaus ein neues, allen Anforderungen unserer Zeit entsprechendes Schauspielhaus zu besitzen.“

1899 schrieb die Stadt einen beschränkten Wettbewerb unter zwei damals bekannten Theaterarchitekten aus: Heinrich Seeling aus Berlin und Fellner & Helmer aus Wien. Seeling gewann mit einem üppig mit Skulpturen und Ornamenten geschmückten Entwurf, der an vergleichbare Großbauten wie den 1888 eröffneten Centralbahnhof und das Hauptpostamt auf der Zeil (1891) erinnerte.

### Schauspielhaus

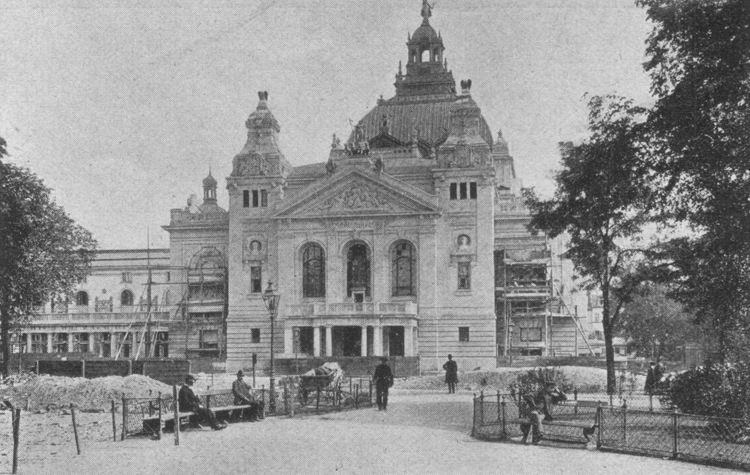
Das noch im Bau befindliche Schauspielhaus mit der Jugendstilfassade im Jahr 1902

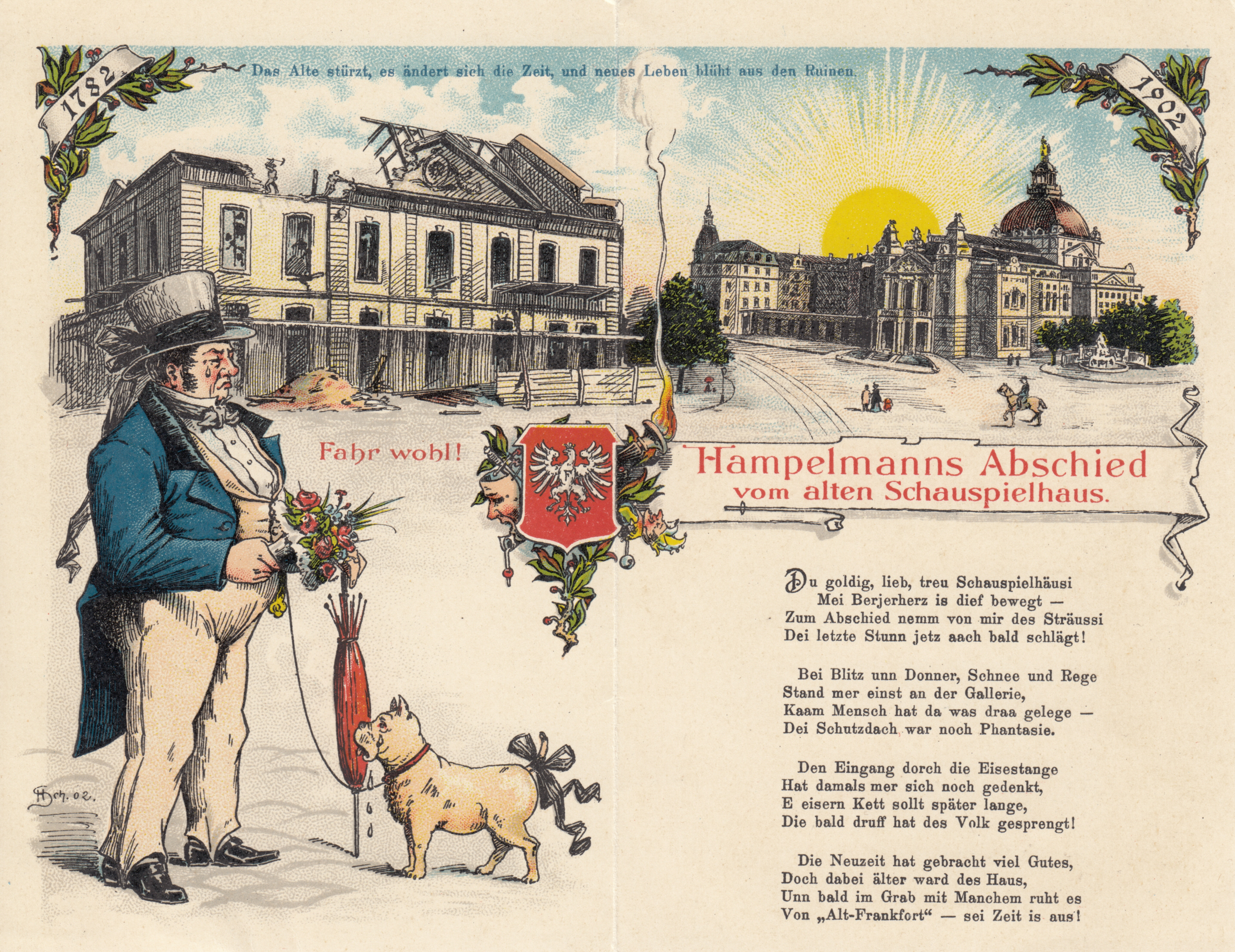
Postkarte zum Abschied vom alten Stadttheater, 1902

Am 28. August 1899, Goethes 150. Geburtstag, wurde der Grundstein für den Neubau gelegt. Das Baugrundstück lag im südwestlichen Teil der Frankfurter Wallanlagen, die eigentlich durch die Wallservitut vor Bebauung geschützt waren. Für das Schauspielhaus bewilligten die Stadtverordneten, wie bereits 20 Jahre zuvor für das Opernhaus, eine Ausnahme. Zum von Seeling entworfenen Ensemble gehörten außer dem Schauspielhaus auch ein Restaurationsgarten für das Wein- und Bierrestaurant Faust, der zur Straße mit Kolonnaden abschloss, und drei Wohn- und Geschäftshäuser an der Neuen Mainzer Straße. Für den Restaurations- und Geschäftsbau, der „lediglich zur besseren Verzinsung des Unternehmens dient und hier kein besonderes Interesse bietet“, wurde eines der schönsten klassizistischen Gebäude Frankfurts, das 1820 von Salins de Montfort errichtete Palais Grunelius, abgerissen. Die Baukosten wurden mit 1.900.000 Mark für das Theater und 560.000 Mark für den Restaurationsgarten und die Nebengebäude veranschlagt.
Am 30. Oktober 1902 nahmen die Frankfurter mit einer Aufführung von Iphigenie auf Tauris Abschied vom alten Stadttheater. Intendant Emil Claar hatte einen zwölfstrophigen wehmütigen Epilog auf das Comoedienhaus verfasst, den die Schauspielerin Charlotte Boch nach der Vorstellung vortrug. Darin ging er auch auf den Neubau ein:

„Wir freuten uns, die Tore zu erreichen,
des Prachtbau’s, stolz und kostbar hingestellt
Durch Bürgerkraft und Kunstsinn sondergleichen
Zu schaffender Begeisterung gesellt.
Auf seinen Zinnen gold’ner Wohlfahrt Zeichen,
Dem Weltenspiegel eine neue Welt!“

Am Samstag, den 1. November 1902 hob sich der Vorhang zum ersten Mal im neuen Schauspielhaus. Auf dem Programm stand ein eigens für die Festvorstellung geschriebenes Vorspiel von Ludwig Fulda, dem der Prolog und der erste Akt von Faust I sowie Wallensteins Lager folgten.
In den Zeitungen fand der Neubau differenzierte Anerkennung: „Seeling bedient sich, durch die Modeströmungen nicht beirrt, der ihm eigenthümlichen wohllautenden Sprache, einer Abwandlung der italienischen Hochrenaissance, die unter Vermeidung klassicistischer Gemeinplätze dem Barock zuneigt und bei aller Prachtentfaltung, wie sie dem großstädtischen Theatergebäude zukommt, edles Maß zu halten nie unterlassen wird.“ Ludwig Bernoully erinnerte an den Sturm der Entrüstung, den die Übertragung des Auftrages an die „Theaterfabrik Seeling“ in der deutschen Architektenwelt entfachte und bemängelte die fehlende Originalität des Entwurfes: „Frankfurt stellt sich ein Theater hin, genau so wie andere Seelingsche Theater im deutschen Vaterlande stehen...es berührt mich wie eine Person, die ich wieder treffe und mit der ich mich früher schon einmal sehr gelangweilt habe.“ Ein anderer Kritiker stellte fest: „Der Genius der Hochbesteuerten verkörpert sich darin und nicht das kleinste Teilchen der Erinnerung an einen Semper oder Visconti. Ich möchte freilich denjenigen sehen, der mir den Aufbau und den Aufputz künstlerisch rechtfertigen könnte, so wie er sich an der Seite der Friedensstraße abhebt.“
Abgesehen von Kritik an der Akustik wurde das Haus von den Bürgern gut angenommen. Für Spott sorgte die zu schmal gebaute Vorfahrt, deren Pfeiler nachträglich versetzt werden mussten, damit die Equipagen der Besucher hindurchpaßten. Von 1902 bis 1944 diente der Bau als Spielstätte des Schauspiels Frankfurt, einer Sparte der Städtischen Bühnen. Das Schauspielhaus war Ort zahlreicher Erst- und Uraufführungen, so des Theaterstücks Fiorenza von Thomas Mann am 11. Mai 1907, der Hochzeit von Bertolt Brecht 1926 und der Komödie Zero von Fritz von Unruh 1932. Während der Zeit der Weimarer Republik stand das Schauspielhaus unter der Leitung von Richard Weichert (1920–1929), der ein Schüler Max Reinhardts war, und von Alwin Kronacher (1929–1933). Damals galt das Haus als ein Zentrum des expressionistischen Theaters in Deutschland, unter anderem durch die Bühnenbilder von Ludwig Sievert, und als „Talentschmiede für Autoren und Schauspieler“.
Bei dem schweren Tagesangriff vom 29. Januar 1944 der United States Army Air Forces brannte das Schauspielhaus aus, blieb aber in seiner Rohbausubstanz weitgehend erhalten.  Der Bühnenturm war eingestürzt und hatte die gesamte Bühnentechnik zerstört. Galerien und Ränge des Zuschauerraums sowie Garderoben, Gänge und Treppenhäuser waren verwüstet. Lediglich der Malsaal war weitgehend unversehrt geblieben. Am selben Tag wurde auch das Opernhaus so schwer beschädigt, dass kein Spielbetrieb mehr möglich war.

### Großes Haus der Städtischen Bühnen

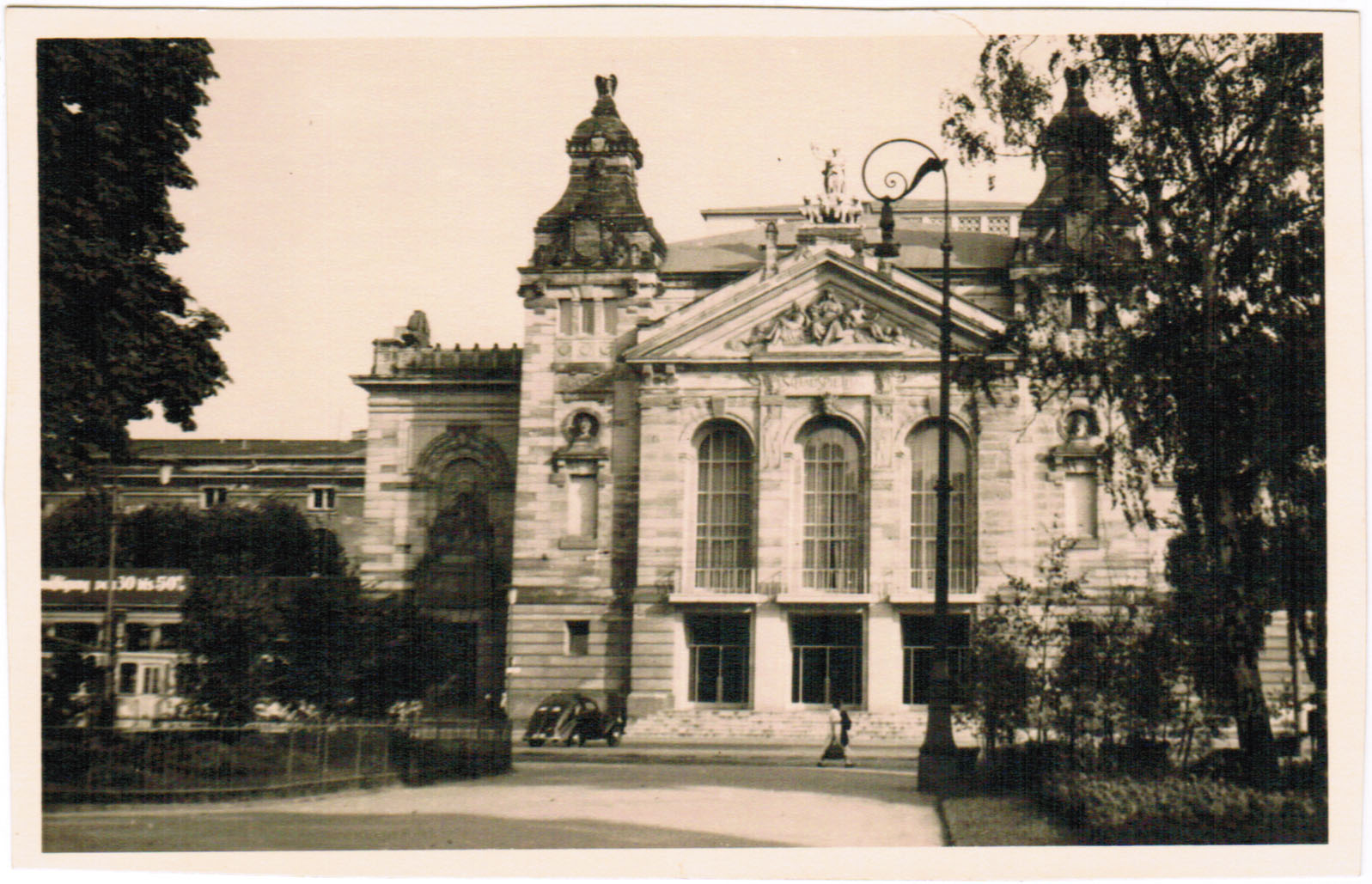
Großes Haus nach Wiederaufbau, 1952 oder 1953

Im September 1945 begann das Schauspiel Frankfurt mit einem provisorischen Spielbetrieb in den wenigen unzerstörten Sälen Frankfurts, vor allem im Börsensaal. Bereits im Juni 1946 erklärte Oberbürgermeister Kurt Blaum, dass an einen Wiederaufbau des Opernhauses vorerst nicht zu denken sei. Stattdessen solle die Oper in das bisherige Schauspielhaus verlegt werden, das eventuell später zu einem gemeinsamen Haus für Oper und Schauspiel ausgebaut und durch einen Flügelanbau ergänzt werden könne. Die Opernhausruine könne später, gemäß einem schon im Frühjahr 1946 veröffentlichten Vorschlag, zu einem Kongresszentrum mit einem Konzertsaal für 2000 Besucher umgestaltet werden.
1948 entschied der Magistrat, das Schauspielhaus als Spielstätte für die Oper Frankfurt wiederaufzubauen. Die Stadt konnte und wollte in Anbetracht anderer dringlicher Wiederaufbauprojekte zunächst nur wenig Geld für die Wiederherstellung des Kulturbetriebes ausgeben. Anfang 1950 wurde der Wiederaufbau durch die Frankfurter Stadtverordnetenversammlung trotzdem gestoppt und beschlossen, den Spielbetrieb der Städtischen Bühnen vollständig einzustellen. Erst nach massiven öffentlichen Protesten (u. a. wurden rund 50.000 Unterschriften für den Erhalt und Wiederaufbau der Städtischen Bühnen gesammelt) fiel im Oktober 1950 der Beschluss zum Weiterbau. Vollständig neu errichtet wurde dabei das Bühnenhaus, das die damals größte Drehbühne Europas erhielt. Auch Zuschauerraum und Innenräume wurden neu gestaltet, während die Fassade zum Theaterplatz weitgehend erhalten blieb. Am 23. Dezember 1951 wurde der Neubau als Großes Haus der Städtischen Bühnen eingeweiht. Die Baukosten betrugen über 10 Millionen DM, anstelle der zuvor veranschlagten 8,15 Millionen. Trotz der dadurch entstandenen öffentlichen Empörung erwies sich das Haus als großer Erfolg, da sowohl Ensemble als auch Publikum eine Aufbruchstimmung nach über 7 Jahren Provisorium verspürten. Eine Vereinbarung sah vor, das Große Haus überwiegend für die Oper und nur an zwei Abenden der Saison für das Schauspiel zu nutzen. Das Schauspiel musste daher weiterhin im Börsensaal spielen.

### Theaterdoppelanlage der Städtischen Bühnen

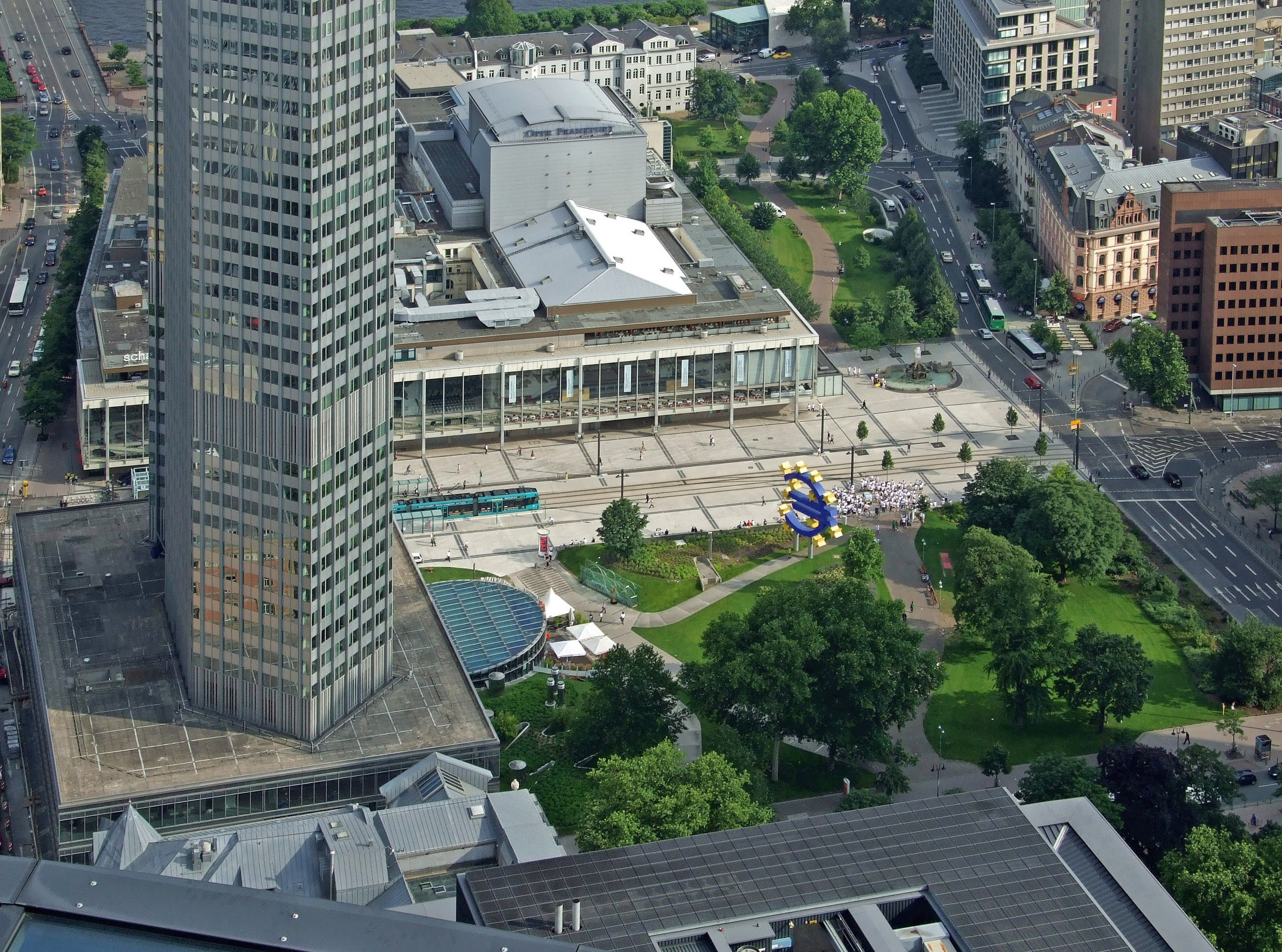
Im Innenhof vor dem Bühnenturm sind bis heute Fassadenelemente des ehemaligen Schauspielhauses zu erkennen (2007)

1956 begannen erste Planungen, das Große Haus zu einer sogenannten „Theaterdoppelanlage“ auszubauen, die Oper und Schauspiel unter einem Dach vereinen sollte. Als Standort bot sich das Nachbargrundstück des ehemaligen Restaurationsgartens und der Gebäudetrakt an der Neuen Mainzer Straße an, die seit Kriegsende Ruinen waren. 1960 wurde dort zunächst eine neue Spielstätte („Kleines Haus“) für das Schauspiel errichtet, später noch ein kleines Kammerspiel. Insgesamt boten die drei Spielstätten der Städtischen Bühnen nun Platz für 2540 Zuschauer.
1962 wurden das Portal des alten Schauspielhauses von 1902 abgetragen und beiden Gebäudeteilen ein breites Foyer mit einer 120 Meter langen Glasfassade vorgelegt. Unter der Decke des Foyers hängt – über die ganze Breite des Gebäudes – die Plastik „Goldwolken“ des ungarischen Künstlers Zoltán Kemény (1907–1965). Marc Chagall (1887–1985) malte 1959 im Auftrag der Stadt für das Foyer das Gemälde „Commedia dell’Arte“.
1963 war die neue Doppelanlage fertiggestellt. Im Großen Haus spielt seitdem die Oper Frankfurt, im Kleinen Haus das Schauspiel Frankfurt. Am 12. November 1987 brannte der Bühnenturm der Oper bei einem Feuer, das von einem Obdachlosen verursacht wurde, vollständig aus. In der Zeit, in der das Haus zerstört war, war die Oper im benachbarten Schauspiel beheimatet, und das Schauspiel seinerseits im Bockenheimer Depot. Die Oper wurde in unveränderter Form wieder aufgebaut und 1991 wieder in Betrieb genommen.

## Architektur

### Äußeres

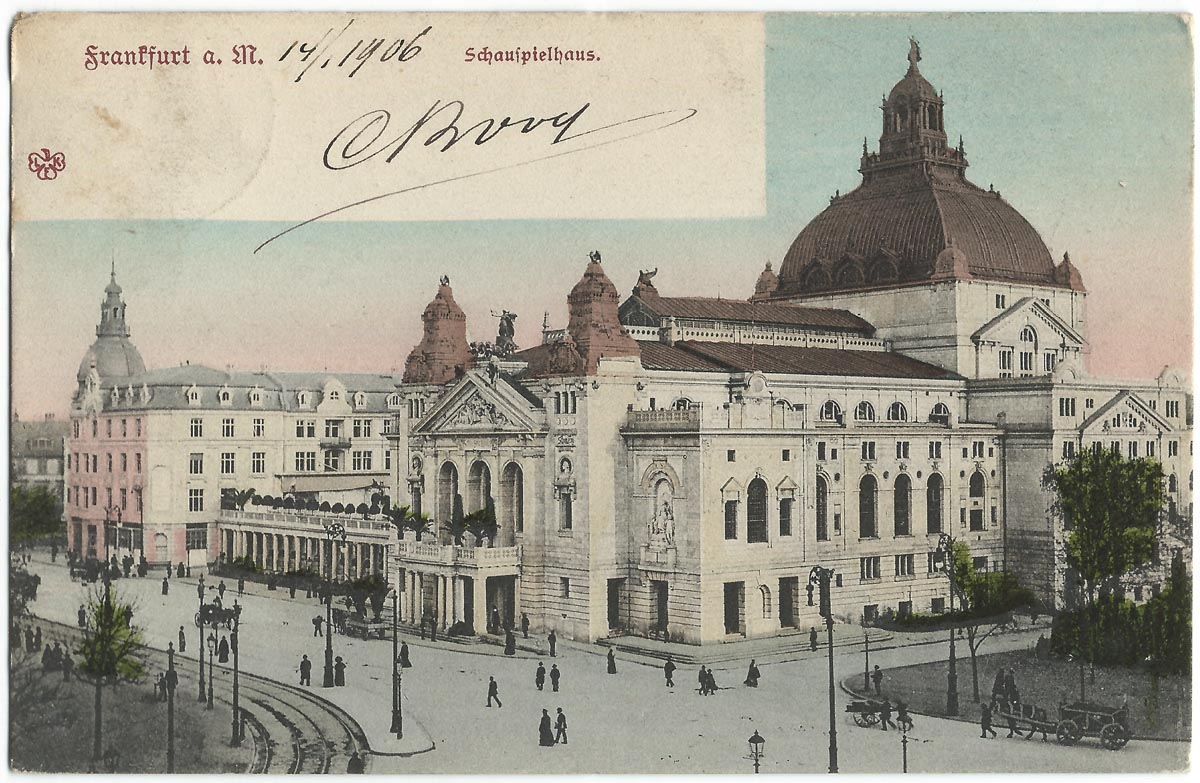
Kolorierte Ansicht mit dem Kuppelbau des Bühnenturms, 1906

Das Schauspielhaus erhielt eine in hellem Sandstein ausgeführte Schaufassade zum Gallustor mit zwei Eckrisaliten auf quadratischem Grundriss mit obeliskartigen Hauben. Zwischen diesen Pylonen sprang ein dreiachsiges Giebelportal mit hohen Rundbogenfenstern im Hauptgeschoss vor. Dem Portal war eine Unterfahrt mit Altan vorgelagert, der von dorischen Pfeilern und Säulen getragen wurde. Das Relief im Dreiecksgiebel, eine allegorische Darstellung der Poesie mit ihren Töchtern Tragödie und Komödie, war ein Werk des Frankfurter Künstlers Augusto Varnesi. Die Fassaden der von Schwanenfiguren gekrönten Eckpylone waren mit Büsten von Goethe und Schiller geschmückt, die Simse unterhalb der Dachhauben mit dem Frankfurter Stadtwappen. Die Fassaden der beiden Seitentrakte erhielten Blendnischen, die mit den Rundbügen des Portals korrespondierten. In den Nischen befanden sich Reliefallegorien der Dichtung und der Rhetorik.
Auf der Laterne der Kuppel über dem Bühnenturm reckte sich die Muse Melpomene, die Personifizierung der Tragödie.  Die geflügelte Sphinx auf dem Dachfirst über dem Zuschauertrakt stand für das archaische Griechenland als Ursprung der Tragödie und der europäischen Dichtkunst, als „Allegorie aller Geheimnisse, die das Theater bewahrt und offenbart“. Prunkstück der Fassade war die Bronzegruppe Thalia auf einer Pantherquadriga auf dem Portalgiebel. Als Vorbild diente dem Bildhauer Franz Krüger möglicherweise die Pantherquadriga, die Johannes Schilling 1878 für die Semperoper in Dresden geschaffen hatte. Anstelle von Dionysos und Ariadne, die Schilling als Patrone der Theaterkunst präsentiert hatte, stellte Krüger die Muse der komischen Dichtung und der Unterhaltung auf einem von vier Panthern gezogenen Streitwagen dar.
Auch die Seitenfassaden waren mit Karyatiden, Masken, Löwenköpfen und Blumenornamenten geschmückt. In die Mauern wurden die Namen der Dichter gehauen, deren Geist in das Haus einziehen sollte: Sophokles, Euripides, Aeschylos, Calderon, Molière und Shakespeare.
Beim Wiederaufbau der kriegszerstörten Ruine 1950/51 nahmen die beauftragten Architekten, der städtische Oberbaurat Ueter und die Architektengemeinschaft Apel, radikale Veränderungen vor. Das neue Bühnenhaus war ein nüchterner Kubus mit Satteldach. Die Säulen und der Altan am Haupteingang wichen gläsernen Schwingtüren, die den Blick ins Vestibül ermöglichten. Die Rundbogenfenster wurden bis auf Fußbodenniveau verglast, der große Balkon durch kaum vorkragende Austritte mit Brüstungsgittern ersetzt.

### Innenräume

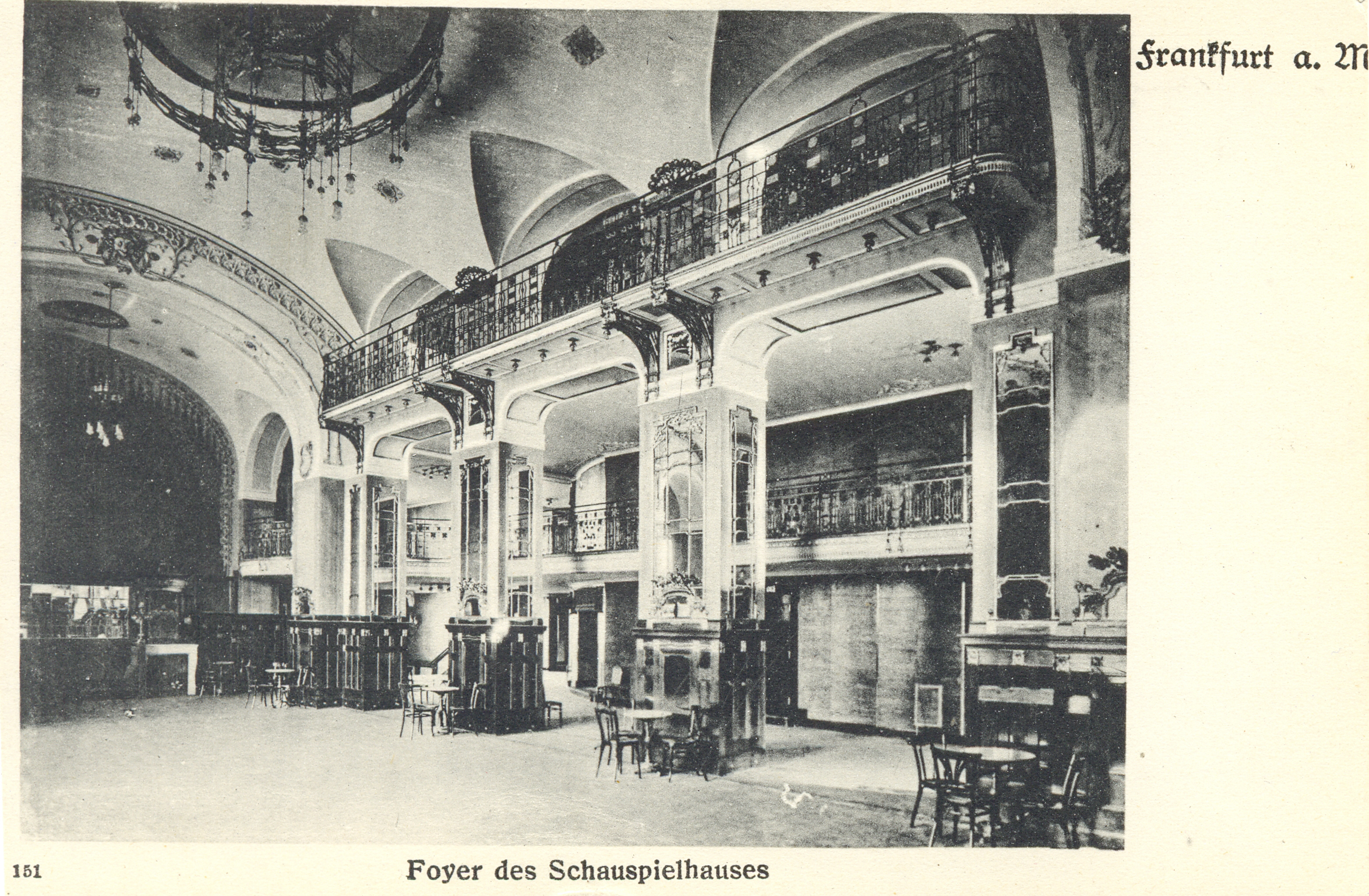
Foyer, 1902

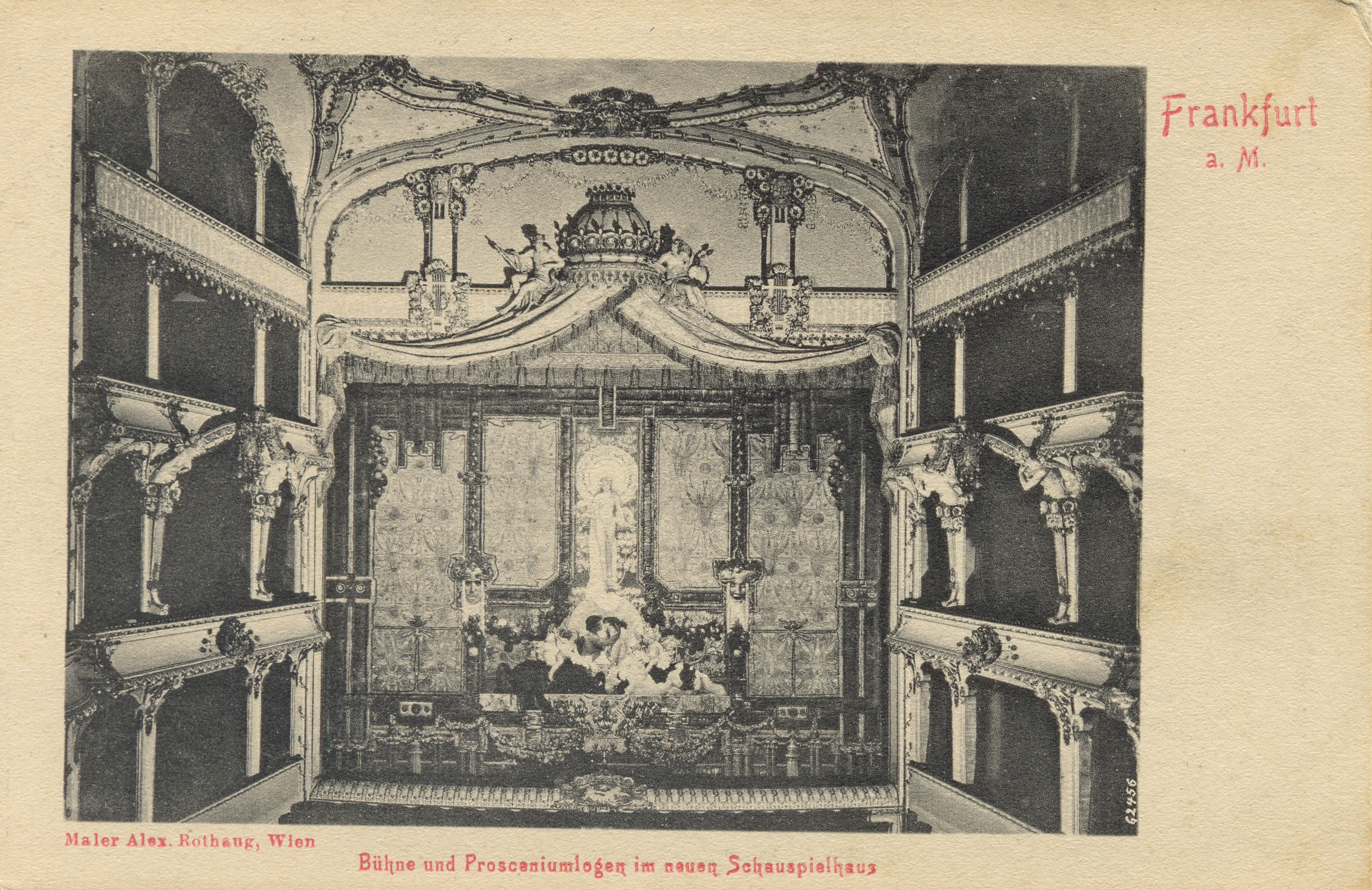
Bühne und Proszeniumslogen, 1902

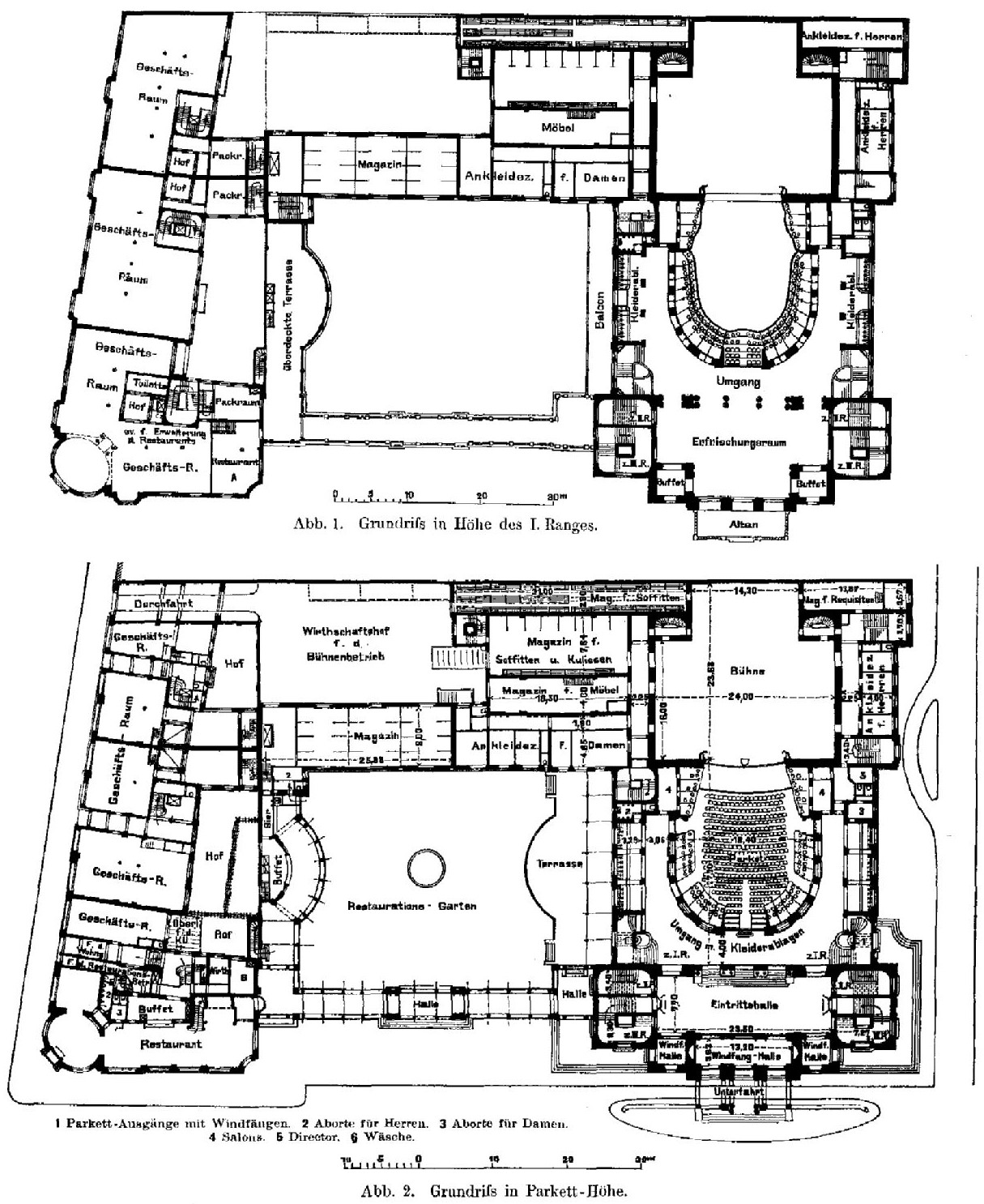
Grundrisse, 1899

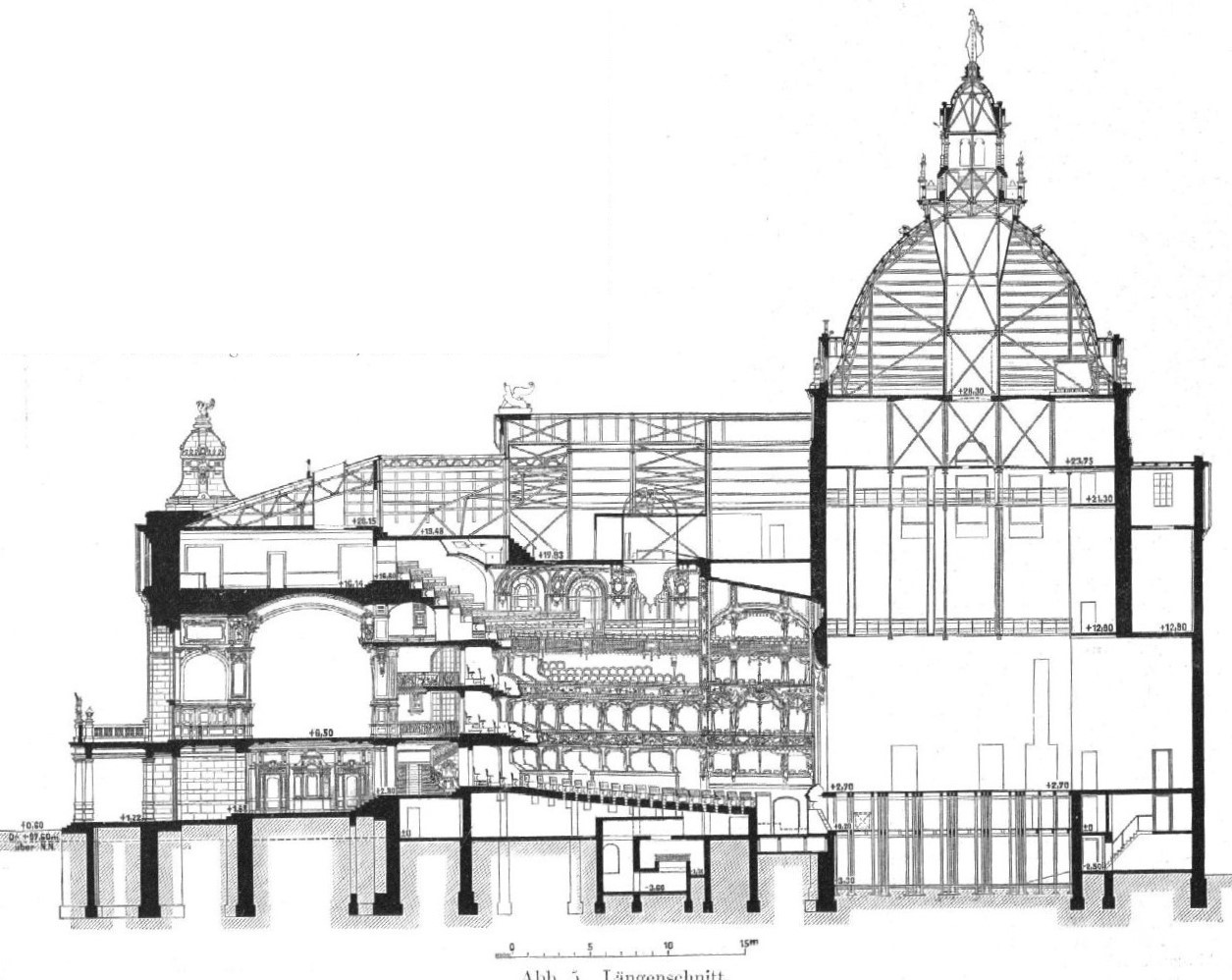
Längsschnitt, 1899

Die drei Zuschauereingänge führten durch eine Windfanganlage zunächst in eine 7,90 Meter lange und 23,50 Meter breite Eingangshalle, an deren Seiten sich die Kassen sowie die Eingänge zu den Treppenhäusern des II. und III. Ranges befanden. Die Besucher des Parketts und des I. Ranges betraten den Zuschauertrakt über eine zwölfstufige Freitreppe. Drei Türen führten von dort zunächst in einen drei bis vier Meter breiten Umgang, an deren Wänden sich die Garderoben für die Besucher des Parketts befanden. Der Zugang zum Parkett erfolgte über drei Eingänge auf jeder Seite. Zwischen den Eingängen befanden sich jeweils vier Logen, die durch eigene Wandtüren zu betreten waren. Der Zugang zu den vier Proszeniumslogen auf jeder Seite erfolgte durch einen kleinen Salon an jedem vorderen Ende des Parkettumganges. Am hinteren Ende des Umgangs lagen die Treppenanlagen des I. Ranges, am vorderen Ende die WC-Anlagen, links für Männer und rechts für Frauen.
Im I. Stock befand sich über der Eingangshalle ein Foyer für die Besucher des Parketts und des I. Ranges. Die Besucher des II. und II. Ranges konnten das Treiben von den offenen Galerie aus beobachten, die gleichzeitig als Zugang zu den Rängen wie als Aufenthaltsräume während der Pausen dienten. Im Sommer konnte man vom Parkettumgang aus zudem auf die Terrasse treten, vom Umgang des I. Ranges aus auf einen 25 Meter breiten und 5 Meter tiefen Balkon.
Der Zuschauerraum war 18,40 Meter breit und 23 Meter lang. Von der 15 Meter hohen Decke hing ein Kronleuchter von drei Metern Durchmesser aus geschliffenem Kristall mit Bronzeornamenten und 700 Glühlampen. Bei der Planung war auf eine möglichst große Zahl von Logen geachtet worden. Im I. Rang gab es ausschließlich Logenplätze, im II. Rang nur an der Rückseite des Zuschauerraums. Im Parkett gab es 449 Sitzplätze, im I. Rang 142 und im II. Rang 172. Der III. Rang wies 170 Sitz- und 36 Stehplätze auf dem Balkon und 146 Sitz- und 51 Stehplätze auf, so dass das Theater auf insgesamt 1079 Sitz- und 87 Stehplätze kam.
Im Vergleich zum 20 Jahre älteren Opernhaus war der Innenraum des neuen Schauspielhauses deutlich weniger pompös gestaltet. In vielen Details zeigten sich Jugendstilelemente, beispielsweise an den Spiegeln der Pfeiler und den Galeriegeländern im Foyer sowie im zwischen konvex und konkav wechselnden Schwung der Rangbrüstungen. Dieser hat sich sogar über alle radikalen Umgestaltungen bis heute gehalten. Deutlich prächtiger als die Ränge waren die Logen im Proszenium geschmückt, mit Karyatiden und Masken im ersten Rang.
Der Hauptvorhang der Bühne war ein Werk des Wiener Künstlers Alexander Rothaug. Eine Allegorie mit dem Titel Triumph der Liebe stellte eine Rosen spendende Aphrodite dar, die von Putten und Eroten begleitet wurde. Die Göttin schwebte über einem von der Liebe gezähmten Kentaurenpaar, das die Wildheit der Natur symbolisierte. Die Bühne wurde von einer Zierwand umrahmt, deren Mittelpunkt eine Krone bildete, von der aus sich ein Baldachin mit goldenen Fransen nach beiden Seiten teilte. Zu den Seiten der Krone thronten zwei Genien, ein männlicher mit lodernder Fackel, die Begeisterung verkörpernd, und ein weiblicher, der die Freude darstellte.
Mit einer Breite von 24 Metern und einer Tiefe von 15,75 Metern galt die Bühne für ihre Entstehungszeit als beachtlich groß, dahinter lag noch eine 14 Meter breite und 8 Meter tiefe Hinterbühne. Die Bühnenöffnung maß 10,50 Meter in der Breite. Ein versenkter Orchestergraben erlaubte die Aufführung von Singspielen und Operetten. Die Bühnenmaschinerie bestand aus vier hydraulischen Versenkungen von je 9 × 1,10 Metern, einer Donnermaschine und einer Windmaschine auf der Galerie und einem Schnürboden mit 59 Zügen. Rechts der Bühne befanden sich vier Herrengarderoben, links fünf Damengarderoben für die Schauspieler, dazu die Magazine für Requisiten.
Bereits nach wenigen Jahren entsprach die Bühneneinrichtung nicht mehr dem Stand der Technik, vor allem den modernen Ansprüchen an Bühnenbild und Inszenierung. 1919 beauftragte die Stadt Frankfurt den Sachverständigen Adolf Linnebach mit einem Gutachten. Er urteilte über die Bühnentechnik des mittlerweile 20 Jahre alten Schauspielhauses: „Ganz allgemein herrschte damals noch die aus der Zeit der italienischen Renaissance übernommene Bühnen- und Dekorationsart. Alle Einrichtungen dienten mehr oder weniger der Verschiebung von Kulissen und Setzstücken oder dem Hochziehen und Herablassen von Hängestücken, Prospekten, Soffitten und den sogenannten Bögen, die Spielfläche laubenähnlich umrahmende Leinwandflächen...Mit Hilfe der Perspektivmalerei wurden denn auch die gewaltigsten Innen- und Außenarchitekturen, unendlich tiefe Säulenhallen, kilometerlange Straßenzüge...vorgetäuscht...“ Dagegen setzte Linnebach die aktuelle Inszenierungspraxis, die erkannt habe „daß die Bühnenszene, wie jeder andere Raum, nach architektonischen Gesetzen gestaltet werden muß...Daraus entsteht die Notwendigkeit, mindestens den vorderen Teil der Spielfläche mit körperhaft gestalteten Dekorationen zu bebauen.“ Der Auf- und Umbau der massiven Dekorationen und des Mobiliars erforderte einen großen Aufwand an Zeit und Arbeitskräften. Die Verwandlungspausen zogen sich in die Länge und ließen das Publikum unruhig werden. Linnebach empfahl einen radikalen Umbau der Bühne und des Zuschauerraums, um zugleich die Akustik zu verbessern. Dieses Projekt konnte die Stadt aber in der Zeit der Inflation nach dem Ersten Weltkrieg nicht finanzieren. Es blieb beim Einbau einer Drehbühne von 17 Metern Durchmesser und eines beweglichen Bühnenportals, mit dem der Bühnenausschnitt auf bis zu fünf Meter reduziert werden konnte.
Beim Wiederaufbau 1950/51 wurde Linnebach, inzwischen Professor in München, beauftragt, die Bühnentechnik nach neuesten Erkenntnissen zu entwerfen. Die Bühne erhielt eine 38 Meter durchmessende Drehbühne, in die eine kleinere, ebenfalls drehbare Innenbühne von 16 Metern eingelassen war. Der Orchestergraben war hydraulisch versenkbar; bei angehobenem Orchestergraben stand nun eine nutzbare Bühnenfläche von 40 × 40 Metern zur Verfügung, was allerdings fast nur bei den Museumskonzerten genutzt wurde, da das Große Haus fast ausschließlich der Oper Frankfurt als Spielstätte diente.
Um den Bühnenausschnitt des Proszeniums zu verändern, standen verschiedene Rahmen zur Verfügung. Auch der Zuschauerraum wurde vollständig verändert. Die Logen wurden nicht rekonstruiert, stattdessen die drei Ränge weiter zur Bühne vorgezogen. Insgesamt bot der Zuschauerraum nun 1450 Plätze. Alle Innenräume wie auch die neue Wandelhalle mit ihren geschwungenen Seitentreppen waren dem Stil der 1950er Jahre entsprechend betont schlicht gehalten. Nur die statisch notwendigen Elemente und Wände blieben erhalten und wurden weiß verputzt. Im Gegensatz dazu stand die Gestaltung des Zuschauerraums. Wandverkleidungen, Polsterung und Bühnenvorhang in einem von Rostrot in sanftes Ocker spielenden Farbton gestaltet, Volants, Draperien, Schnörkelleuchter und geschwungene Gesimse „verbreiteten eine zwischen Gelsenkirchener Barock und Gutsherren-Eleganz schwankende Atmosphäre, wie sie in vielen Repräsentationsräumen jener Ära...gang und gäbe war.“

### Die Pantherquadriga

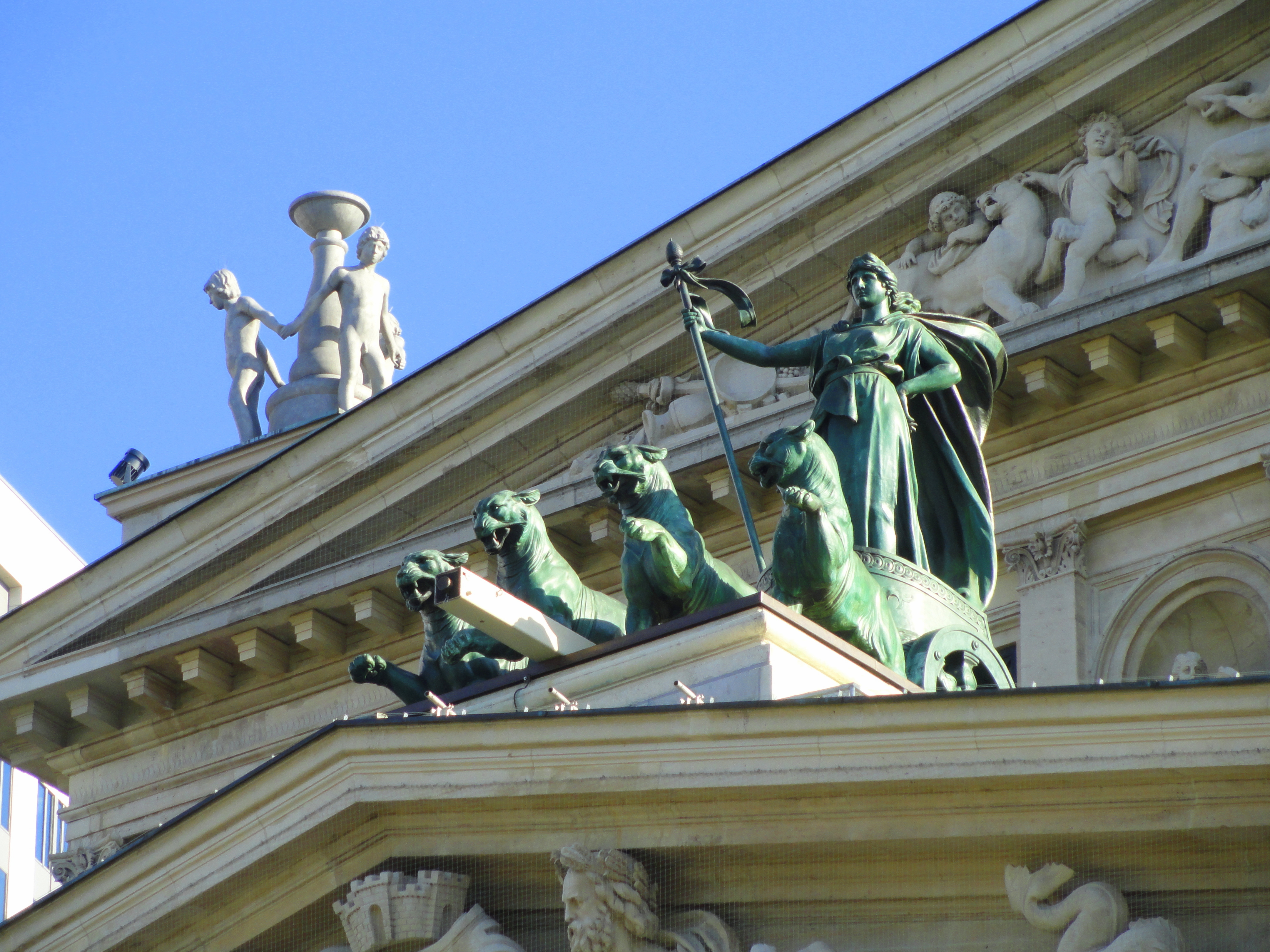
Die Pantherquadriga des Schauspielhauses überdauerte durch Glück und schmückt seit 1981 den Giebel der Alten Oper.

Durch einen glücklichen Zufall blieb die Pantherquadriga erhalten. Sie wurde um 1960 beim Fassadenumbau demontiert und an einen Interessenten in Wehrheim verkauft, der sie Anfang der siebziger Jahre an einen Schrotthändler in Nieder-Eschbach weiterverkaufte. Dort wurde sie 1973 von einem Photographen zufällig entdeckt. Nachdem eine Anfrage beim Stadtarchiv ergab, dass es sich tatsächlich um die aus Desinteresse weggegebene Quadriga des Schauspielhauses handelte, erwarb die Aktionsgemeinschaft Alte Oper das Werk für 25.000 Mark und stiftete sie für den Wiederaufbau der Alten Oper, deren Giebel sie seit 1981 ziert. Der ursprüngliche Giebelschmuck der Alten Oper, ein von zwei Greifen gezogener Sonnenwagen des Phöbus Apollon, war 1944 zerstört worden.